# Las Frankoński
Las Frankoński (niem. Frankenwald) – pasmo gór niskich w Niemczech, położone między Turyńskimi Górami Łupkowymi a Smreczanami, stanowiące część Średniogórza Turyńsko-Frankońskiego, będącego jedną z podprowincji fizycznogeograficznych Średniogórza Niemieckiego. Najwyższy punkt to Döbraberg (794 m n.p.m.).
Góry te zbudowane są z łupków i szarogłazów. Porozcinane są dolinami Soławy i jej dopływów. Od XII był to teren intensywnego wyrębu lasów. Pierwotne lasy jodłowe i bukowe zostały zastąpione świerkowymi. Obszar Lasu Frankońskiego został objęty w 1973 parkiem krajobrazowym "Las Frankoński".
Przez Las Frankoński przepływają: Rodach (dopływ Menu), Haßlach, Kronach, Schorgast, Selbitz i Loquitz. Niektóre z nich wpadają do Menu, a niektóre do Soławy. W ten sposób przez Las Frankoński przebiega linia działowa między dorzeczami Łaby i Renu.